# Championnat de Formula Nippon 2012
Navigation
Édition précédente Édition suivante
Le championnat de Formula Nippon 2012 est la 17e saison de la Formula Nippon. Il débute le 15 avril et s'achève le 4 novembre 2012.
Toutes les courses ont lieu au Japon. Une course hors-championnat, nommée "Super GT and Formula Nippon Sprint Cup 2012", sera organisée à la fin de la saison.

## Engagés
| Équipe                       | No. | Pilote                  | Moteur      | Course |
| ---------------------------- | --- | ----------------------- | ----------- | ------ |
| Petronas Team TOM'S          | 1   | André Lotterer          | Toyota RV8K | 1–5    |
| Petronas Team TOM'S          | 2   | Kazuki Nakajima         | Toyota RV8K | 1–5    |
| Kondō Racing                 | 3   | Hironobu Yasuda         | Toyota RV8K | 1–5    |
| Team LeMans                  | 7   | Kazuya Oshima           | Toyota RV8K | 1–5    |
| Kygnus Sunoco Team LeMans    | 8   | Loïc Duval              | Toyota RV8K | 1–5    |
| HP Real Racing               | 10  | Toshihiro Kaneishi (en) | Honda HR12E | 1–5    |
| HP Real Racing               | 11  | Yuhki Nakayama          | Honda HR12E | 4–5    |
| Team Mugen                   | 16  | Naoki Yamamoto          | Honda HR12E | 1–5    |
| SGC by KCMG                  | 18  | Ryo Orime               | Toyota RV8K | 1–5    |
| Team Impul                   | 19  | João Paulo de Oliveira  | Toyota RV8K | 1–5    |
| Team Impul                   | 20  | Tsugio Matsuda          | Toyota RV8K | 1–5    |
| Nakajima Racing              | 31  | Daisuke Nakajima        | Honda HR12E | 1–5    |
| Nakajima Racing              | 32  | Takashi Kogure          | Honda HR12E | 1–5    |
| Project μ/cerumo・INGING     | 38  | Kohei Hirate            | Toyota RV8K | 1–5    |
| Project μ/cerumo・INGING     | 39  | Yuji Kunimoto           | Toyota RV8K | 1–5    |
| DoCoMo Team Dandelion Racing | 40  | Takuya Izawa            | Honda HR12E | 1–5    |
| DoCoMo Team Dandelion Racing | 41  | Koudai Tsukakoshi       | Honda HR12E | 1–5    |
| Le Beausset Motorsports      | 62  | Koki Saga               | Toyota RV8K | 1–5    |

## Calendrier des courses et résultats
| Manche           | Circuit           | Date         | Pole Position          | Meilleur tour          | Vainqueur              | Équipe                       |
| ---------------- | ----------------- | ------------ | ---------------------- | ---------------------- | ---------------------- | ---------------------------- |
| 1                | Circuit de Suzuka | 15 avril     | Takuya Izawa           | João Paulo de Oliveira | Kazuki Nakajima        | Petronas Team TOM'S          |
| 2                | Twin Ring Motegi  | 13 mai       | André Lotterer         | João Paulo de Oliveira | André Lotterer         | Petronas Team TOM'S          |
| 3                | Autopolis         | 27 mai       | Koudai Tsukakoshi      | Hironobu Yasuda        | Koudai Tsukakoshi      | DoCoMo Team Dandelion Racing |
| 4                | Fuji Speedway     | 15 juillet   | Kazuki Nakajima        | João Paulo de Oliveira | André Lotterer         | Petronas Team TOM'S          |
| 5                | Twin Ring Motegi  | 5 août       | João Paulo de Oliveira | Hironobu Yasuda        | João Paulo de Oliveira | Team Impul                   |
| 6                | Sportsland SUGO   | 23 septembre | Takuya Izawa           | Loïc Duval             | Takuya Izawa           | DoCoMo Team Dandelion Racing |
| 7                | Circuit de Suzuka | 4 novembre   | João Paulo de Oliveira | Kohei Hirate           | Kazuki Nakajima        | Petronas Team TOM'S          |
| Hors championnat | Fuji Speedway     | 18 novembre  | Koudai Tsukakoshi      | João Paulo de Oliveira | Takuya Izawa           | DoCoMo Team Dandelion Racing |

## Classement des pilotes
| Classement | Pilote                 | Pays      | Voiture      | Écurie                       | Nombre de points |
| ---------- | ---------------------- | --------- | ------------ | ---------------------------- | ---------------- |
| 1          | Kazuki Nakajima        | Japon     | Swift-Toyota | Petronas Team Tom's          | 34               |
| 2          | André Lotterer         | Allemagne | Swift-Toyota | Petronas Team Tom's          | 33               |
| 3          | Koudai Tsukakoshi      | Japon     | Swift-Honda  | Docomo Team Dandelion Racing | 29               |
| 4          | João Paulo de Oliveira | Brésil    | Swift-Toyota | Team Impul                   | 28               |
| 5          | Takuya Izawa           | Japon     | Swift-Honda  | Docomo Team Dandelion Racing | 21               |
| 6          | Kazuya Oshima          | Japon     | Swift-Toyota | Team LeMans                  | 15               |
| 7          | Tsugio Matsuda         | Japon     | Swift-Toyota | Team Impul                   | 15               |
| 8          | Loïc Duval             | France    | Swift-Honda  | Kygnus Sunoco Team LeMans    | 14               |
| 9          | Kohei Hirate           | Japon     | Swift-Toyota | Project μ/cerumo・INGING     | 5                |
| 10         | Naoki Yamamoto         | Japon     | Swift-Honda  | Team Mugen                   | 4                |
| 11         | Yuji Kunimoto          | Japon     | Swift-Toyota | Project μ/cerumo・INGING     | 2                |